# 윈도우 폼

이 API는 닷넷 프레임워크 3.0의 일부이다.

윈도우 폼(Windows Forms, WinForms)은 현존하는 윈도우 API를 관리 코드로 래핑(wrapping)함으로써 순수 마이크로소프트 윈도우 인터페이스 요소로의 접근성을 제공하는 마이크로소프트 닷넷 프레임워크의 일부로서 포함된 API에 주어지는 이름이다. 초기의 더 복잡한 C++ 기반 마이크로소프트 파운데이션 클래스 라이브러리를 대체하는 것으로 볼 수 있으나, 모델-뷰-컨트롤러와 상응하는 패러다임을 제공하지는 않는다. 일부 3사 라이브러리가 이 기능을 제공하고 있다. 이들 가운데 가장 널리 쓰이는 것으로는 사용자 인터페이스 프로세스 응용 프로그램 블록이 있다.

## 같이 보기
- 마이크로소프트 비주얼 스튜디오